# 태풍 보파 (2012년)
태풍 보파(태풍 번호: 1224, JTWC 지정 번호: 26W, 국제명: BOPHA, 필리핀 기상청(PAGASA) 지정 이름: Pablo)는 2012년에 북서태평양에서 발생한 24번째 태풍이자 4번째 슈퍼태풍이다. 풍속이 시속 280 km에 달하는 세력으로 필리핀 남부의 민다나오섬에 상륙해 이 섬에서 상륙한 태풍 중 역대 최강급이었다. 보파는 적도 부근에서 발생하여 12월 3일, 북위 7.4°에서 사피어-심슨 허리케인 등급 제5등급에 해당하는 세력까지 강해져 1964년의 태풍 루이스가 북위 7.3°에서 제5등급의 세력을 얻은 이후 제5등급을 얻은 위치가 사상 두 번째로 낮았다. 보파로 인해 필리핀에서는 422억 필리핀 페소 (10억 4천만 미국 달러)에 달하는 재산피해액이 집계되었으며 이는 2009년의 태풍 파마가 세운 273억 필리핀 페소의 기록을 크게 뛰어넘고 보파는 필리핀에 재산상 가장 피해가 큰 태풍으로 남게 되었다. 
태풍 보파 (BOPHA)는 캄보디아에서 제출하였으며, 꽃을 의미한다.

## 제명
위같은 피해로 인해 필리핀 기상청에서는 독자명명하는 태풍의 이름인 Pablo를 영구제명시키고 2013년 2월, Pepito가 선정되었다. 또한 같은 달에 아시아 태평양 경제 사회 위원회와 WMO 태풍 위원회에서도 이름인 '보파 (BOPHA)'를 열대 저기압 이름의 목록에서 제명시킨다고 발표했다. 제명 후 대체되는 태풍 이름은 암필(AMPIL)이란 이름으로 발표되었다.

## 같이 보기
- 태풍 와시
- 태풍 하이옌